# Гата Камски
Гата (Гатаулин) Рустемович Камски е съветски и американски шахматист, по произход е татарин от Русия. Гросмайстор е от 1990 г. с ЕЛО 2726 през април 2008, 15-и в ранглистата на ФИДЕ.

## Детство и ранна кариера
Гата Камски е роден в Новокузнецк, СССР, днешна Русия. Прекарва по-голямата част от детството си в Ленинград, днес Санкт Петербург. Започва да играе шах на 7-годишна възраст. На 9 години печели първенството на СССР по шахмат за под 15-годишни, проведено в Талин. На 12 години получава майсторска титла, а на 16 става международен майстор. През 1986 и 1987 г. печели първенството на СССР за младежи до 20 години.
През 1989 г. Камски емигрира в САЩ. През 1990 г. се изкачва до 7-ото място в ранглистата на ФИДЕ и става най-младият играч, заемал място сред 10-те най-добри в шахмата. От 1989 г. Камски е най-добрият американски гросмайстор. През 1990 г. печели турнирът в Тилбург, а през 1991 г. и националното първенство на САЩ. През 1992 г. извежда за първи път отбора на САЩ до титлата в шахматната олимпиада.

## Кандидат за световен шампион 1993 – 1996
Камски участва в квалификационни турнири на ФИДЕ и на Професионалната шахматна асоциация, като се получава правото да играе срещу шампионът на ФИДЕ Карпов и едновременно с това се класира за финалния мач на квалификациите на Професионалната шахматна асоциация срещу Вишванатан Ананд, който губи.
През 1996 г. играе мач от 20 партии срещу Анатоли Карпов в Елиста, Русия, който губи със 7.5-10.5 (+3 =9 -6). Мачът е изпълнен със спорове за нечестна игра от страна на Карпов.

## 1996 – 2004
След мача срещу Анатоли Карпов, Гата Камски напуска шахмата, за да завърши право. В този период играе единствено на световното първенство версия ФИДЕ в Лас Вегас през 1999, където губи в първия кръг от Александър Халифман.

## Завръщане (2004 -)
През 2004 г. Камски се завръща в шахмата като участва на първенството на САЩ в Сан Диего, Калифорния. Оттогава участва редовно в турнири. На шахматната олимпиада през 2006 г. печели третото място с отбора на САЩ.
През февруари 2009 г. в София Камски губи от Веселин Топалов с 2.5 на 4.5 точки в мача на претендентите за световната титла.